# Acanthaphritis
Acanthaphritis – rodzaj morskich ryb z rodziny Percophidae.

## Występowanie
Ocean Indyjski, Ocean Spokojny

## Klasyfikacja
Gatunki zaliczane do tego rodzaju:
- Acanthaphritis barbata
- Acanthaphritis grandisquamis
- Acanthaphritis ozawai
- Acanthaphritis unoorum